# Postajaka
Postajaka (ukr. Постоята) – wieś na Ukrainie, w obwodzie iwanofrankiwskim, w rejonie nadwórniańskim.